# Ruslan Neshcheret
Rouslan Oleksiïovytch Neshcheret (en ukrainien : Руслан Олексійович Нещерет), né le 22 janvier 2002 à Moukatchevo, est un footballeur ukrainien qui évolue au poste de gardien de but au Dynamo Kyïv.

## Biographie

### Carrière en club
Rouslan Neshcheret commence sa formation dans l'école sportive de sa ville natale de Mukachevo, en Ukraine, qu'il fréquente jusqu'en 2014, année où il rejoint l'académie du Dynamo Kiev.
En juillet 2019, il intègre l'équipe principale du Dynamo Kyiv et — après plusieurs présences sur la feuille de match — fait ses débuts en Premier League ukrainienne le 31 octobre 2020, lors d'un match à l'extérieur contre le SK Dnipro-1.
Le 4 novembre 2020, il joue son premier match de Ligue des champions, lors d'un déplacement sur la pelouse du FC Barcelone (défaite 2-1).

### Carrière en sélection
Il est international avec les moins de 17 ans ukrainiens, avec qui il prend part aux qualifications à l'euro 2018 et 2019.
Le 14 octobre 2019, il reçoit sa première sélection avec les espoirs, lors d'un match amical contre la Grèce. Il joue la première mi-temps, sans encaisser de but, avec à la clé une victoire 2-0.